# 409
409 је била проста година.

## Догађаји
- Пролеће – Геронтије, римски генерал (магистер милитум), који је био у јединицама Константина III, диже побуне у Хиспанији. Он уздиже Максима, свог доместицуса, за цара.
- 13. октобар — Вандали, предвођени краљем Гундерихом, прелазе Пиринеје и стижу на Иберијско полуострво. Они добијају земљу од Римљана, као федерати, у Баетици (Јужна Шпанија). Алани заузимају земље у Лузитанији, а Свеви контролишу делове Галеције.
- Визиготски краљ Аларик I по други пут је опседао Рим, доводећи становнике до глади. Цар Хонорије, безбедан у неприступачној Равени, одбија да преговара о миру, упркос поновљеним понудама Аларика, који се тада помирио са Сенатом и постављао супарничког цара, Приска Атала, префекта града.
- Хонорије се слаже да синови истакнутих породица на двору у Равени буду послати преко Дунава као таоци; заузврат, касније позива десет хиљада хунских најамника.
- Глад погађа Хиспанију, Галију и италијанско полуострво.
- Бакаудска побуна: Сељаци у Арморици, северозападна Галија покрећу побуну. Немири се настављају до 417. године.
- Мингиуан, стар 17 година, наследио је Даовуа на месту цара кинеског Северног Веја .

## Смрти
- Википедија:Непознат датум — Свети Васијан - хришћански светитељ и епископ лавдијски.